# Тарас, Нина Михайловна
Ни́на Та́рас (15 мая 1916 — 12 декабря 2006) — белорусская писательница, переводчица, поэтесса.

## Биография
Родилась в деревне Заполье Новогрудского района Гродненской области Беларуси в сельской семье. Настоящая фамилия — Жданук. Во время Первой мировой войны документы были потеряны, и отец Нины (Михаил Адамович), во время переписи жителей деревни, взял себе фамилию Тарас, которую потом передал и своим детям. Кроме Нины в семье Жданук было трое младших сестёр и брат.
Первое образование Нина Тарас получила от отца. Когда начала работать сельская школа, она была принята во второй класс, который состоял из трёх учеников. Обучение велось только на польском языке.
Свой первый стих — «Пастушка» — она написала примерно в третьем классе. Каким-то образом стих попал к директору школы, и он вместе с отцом Нины Михайловны решил послать её учиться в гимназию. Через некоторое время начала писать стихи на белорусском языке (в основном, про природу). Отец как мог поддерживал Нину и её литературные начинания. И в 1930 году Нина, после сдачи экзаменов, поступает в третий класс новогрудской гимназии. В том же году вступает в подпольную комсомольскую ячейку.
Через три года обучения гимназию закрыли, и Нина возвращается к родителям. В то время материальное состояние её семьи было очень плохим, но всё же, несмотря на это, Нина уговаривает родителей направить её на два года в Вильно — завершить обучение в гимназии. Так Нина Тарас оказалась в Виленской гимназии, куда после закрытия новогрудской гимназии так же приехали её друзья-новогрудчяне из разных классов. Там же познакомилась с Максимом Танком, который в то время работал в редакции газеты «Наша воля». Однажды Максим Танк попросил у неё стих для газеты «Наша воля». Так впервые был опубликован её стих «Яшчэ, веру, ты, вёска, устанеш…»
После успешной сдачи выпускного экзамена и выпускного бала, Нина возвращается домой, где в плохом состоянии находится её сестра (туберкулёз лёгких). В то время денежные средства шли на лечение сестры Нины, поэтому про поступление в университет не могло быть и речи.
Осенью Нина Тарас принимает решение покинуть родной дом насовсем и второго сентября выезжает в Вильно в поисках работы. После долгих безрезультатных поисков, обращается в Виленское бюро трудоустройства. Первым местом работы оказываются обыкновенные теплицы в районе Зверинца, которые нужно было приводить в порядок. В то время Нина впервые увидела, в какой безвыходной ситуации она оказалась. Надежд на получение нормальной работы не было. Тогда же, квартира, в которой Нина Тарас проживала с подружкой, становится явочной. Часто для встреч с подпольщиками на явочную квартиру приходил и Максим Танк. В то же время (примерно 1935 год) Нина готовится к поступлению на филологический факультет (партийная организация хотела послать её учиться). Одновременно с подготовкой к поступлению пишет и печатает новые стихи, пока издаются газеты «Наша воля» и «Попросту».
Весной 1937 года, после получения тревожного сообщения от родителей, Нина возвращается домой, чтобы навестить сестру, которая чувствует себя очень плохо. Нина понимала, что больше никогда её не увидит, поэтому приняла решение остаться дома. Прошло лето, а осенью сестры (Марыськи) не стало.
В Вильно начались аресты подпольщиков, поэтому не удалось вернуться туда. Так же Нине не удалось и поступить в университет.
Летом 1938 года выходит замуж за Федоровича Янку и переезжает жить к мужу в Лиду, где он имел свой домик.
«Красную армию встречала в Лиде. А через некоторое время пошла работать в редакцию газеты „Уперад“. Это была первая работа в моей жизни.» … «Началась новая, свободная, полная воодушевлением жизнь. Новые стихи, литературные страницы в газете. Общественная работа — меня выбирают депутатом лидского городского Совета; принимают в члены ВЛКСМ — уже официально, по всем правилам. Выступления перед избирателями, перед читателями.» — писала в своей автобиографии Нина Тарас.
В 1940 году выходит первый сборник — «На ўсход ідучы». Нину Тарас принимают в Союз писателей БССР.
Великую Отечественную войну встретила в Лиде. Во время войны дом Нины Михайловны использовался для явок партизан. Через некоторое время дом сгорел, сгорели и все рукописи, памятные книги и другие ценные её материалы.
После войны переехала в Минск. Работала в «Дзяржаўным выдавецтве Беларусі», в редакции газеты «Піянер Беларусі». В послевоенные годы печатала сборники стихов, писала повести. Училась заочно в Белорусском Государственном университете, который так и не смогла закончить. Закончила также Высшие двухлетние курсы в Москве.